# (33211) 1998 FG74
1998 FG74 (asteroide 33211) é um asteroide da cintura principal. Possui uma excentricidade de 0.06669790 e uma inclinação de 9.29851º.
Este asteroide foi descoberto no dia 30 de março de 1998 por Frank B. Zoltowski em Woomera.